# Anna Ropiak
Anna Ropiak (ur. 27 września 1933 w Pełtach k. Myszyńca, zm. 6 sierpnia 2001) – polska wycinankarka ludowa z Puszczy Zielonej. 

## Życiorys
Przyszła na świat w rodzinie chłopskiej, była córką Piotra i Eleonory Jachimczyków. Otrzymała wykształcenie niepełne podstawowe. Wykonywania wycinanek nauczyła się od matki. Pierwsze wycinanki wykonała na konkurs szkolny w wieku 13 lat. Po założeniu rodziny przeniosła się do Myszyńca Starego, gdzie wraz z mężem Władysławem prowadziła gospodarstwo rolne o powierzchni 10 ha. Miała dziewięcioro dzieci: Krzysztofa, Stanisława, Lucjana, Agnieszkę, Zdzisława, Weronikę, Franciszka, Józefa, Mariannę. Spoczywa na cmentarzu parafialnym w Myszyńcu. 

## Twórczość
Artystyczne umiejętności doskonaliła pod okiem Anny Kordeckiej, wybitnej twórczyni z Myszyńca. Od 1964 współpracowała ze Spółdzielnią „Kurpianka” z Kadzidła, której dostarczała wycinanki, kierce i kwiaty z bibuły. Leluje, gwiazdy i monstrancje wykonywała według wzorów wyniesionych z domu. Dla jej wycinankarstwa charakterystyczny był wzór grubo ciętej siatki z małych kwadracików, rombów i trójkątów. Była to odmiana tzw. myszynieckich wycinanek. W lelujach często umieszczała postacie kogutków. Ozdabiała je grzebieniami i piórami na ogonie ciętymi w charakterystyczny tylko dla niej sposób. Robiła kierce z grochu i bibuły, kwiaty z bibuły, byśki z ciasta. 
Brała udział w licznych konkursach i wystawach sztuki ludowej w kraju i za granicą oraz targach sztuki ludowej. Zdobywała nagrody w konkursie na palmę kurpiowską w Łysych. Jej wycinanki Adam Chętnik pozyskał do zbiorów Muzeum-Skansenu Kurpiowskiego w Nowogrodzie i Muzeum Północno-Mazowieckiego w Łomży. Znajdują się ponadto w Muzeum Kultury Kurpiowskiej w Ostrołęce, Muzeum Etnograficznym im. Marii Znamierowskiej-Prüfferowej w Toruniu, Państwowym Muzeum Etnograficznym w Warszawie i Muzeum Szlachty Mazowieckiej w Ciechanowie. 
Umiejętności przekazała dzieciom, spośród których tradycje myszynieckiej wycinanki kontynuuje syn Stanisław Ropiak. 

## Upamiętnienie
W 2020 była jedną z bohaterek wystawy pt. Wycinanka kurpiowska z Puszczy Zielonej przygotowanej przez Muzeum Kultury Kurpiowskiej w Ostrołęce.